# Hidrosadénite
 Mise en garde médicale
L'hidrosadénite est une maladie de la peau. Elle peut être une hidradénite suppurée (HS) et, dans certains cas bien précis, une maladie de Verneuil, maladie cutanée chronique entraînant l'apparition de nodules, d'abcès et de fistules inflammatoires qui affectent des secteurs comportant un certain type de glandes sudorales dites apocrines (aisselles, aine, fesses, seins). Ce nom provient du chirurgien Aristide Verneuil qui l'avait décrite en 1854. Le terme est composé des deux racines grecques ἱδρώς (sueur) et ἀδένος (glande) auquel est lié le suffixe ite (du grec ancien -ῖτις) caractérisant une inflammation.
L'hidrosadénite peut également être aiguë et récidivante, présenter des abcès tubéreux, et ne pas être une maladie dite de Verneuil.

## Épidémiologie
En France, elle atteint 1 % de la population adulte. Elle est plus fréquente chez la femme, débute chez l'adulte jeune et apparaît plus rare après 50 ans.
Le surpoids, le tabagisme, l'hypertension artérielle, le diabète, l'alcoolisme sont des facteurs associés. Elle est également retrouvée plus fréquemment lors de certaines maladies inflammatoires comme une maladie de Crohn ou une spondylarthrite ankylosante.

## Causes
La maladie atteint des régions caractérisées par la présence de glandes sudorales apocrines, glandes qui sécrètent une sueur spéciale. Cependant la lésion initiale reste inconnue car il n'est pas du tout certain qu'elle se trouve dans le follicule pileux où surviendraient des phénomènes inflammatoires puis secondairement infectieux plutôt que dans une glande, les patients n'ayant pas de poils pouvant également être atteints : la maladie n'est pas primitivement infectieuse mais les germes bactériens y jouent un rôle.[réf. nécessaire]

## Physiopathologie
Elle n'est pas claire. Il existe une participation inflammatoire avec une élévation locale de la production de TNF-alpha et d'interleukine 1-bêta.

## Description
Parmi les hidrosadénites, la maladie de Verneuil se caractérise par des lésions nodulaires, inflammatoires et douloureuses des grands plis (aisselles, aines) évoluant vers la suppuration et la fistulisation et pouvant limiter la mobilisation des articulations concernées. La maladie de Verneuil est chronique avec un retentissement sur la qualité de vie. Le traitement est médical et chirurgical et demande impérativement de ne pas confondre la chronicité et la récidive au moment de son diagnostic.
Le diagnostic est souvent tardif, pouvant atteindre plusieurs années après le début de la maladie.

## Évolution
L'hidradénite suppurée peut se présenter de façon variable.
Les formes les moins sévères ont des manifestations intermittentes, une fois par mois à une fois par an : nodules douloureux ou abcès dans un pli (aine, aisselle).
Le diagnostic de maladie de Verneuil est souvent méconnu car il semble s'agir d'un simple abcès, phénomène aigu et pas d'une maladie chronique et récidivante. Mais il se peut également qu'un diagnostic de maladie de Verneuil soit fait à tort pour une hidradénite aiguë récidivante.
Les formes graves se manifestent par des placards en relief douloureux et suppurants, parfois malodorants, qui constituent une infirmité majeure.
Tous les intermédiaires sont possibles mais les formes mineures évoluent très rarement vers des formes majeures[réf. nécessaire] : celles-ci sont graves dès le début.
La maladie évolue pendant plusieurs dizaines d'années avant de disparaître spontanément.

## Traitement
Les traitements dépendent de la présentation et la sévérité de la maladie ainsi que des préférences des patients. La perte de poids est souhaitable pour les personnes en surpoids. De même l’arrêt du tabac est fortement conseillé.
Les antibiotiques peuvent être très efficaces pour diminuer l'inflammation et stériliser l'infection bactérienne. On peut les utiliser en continu pour prévenir les poussées ou au coup par coup pour empêcher une poussée qui commence. Les anti-inflammatoires, en injection ou par voie générale, peuvent aider à calmer momentanément une poussée. On peut également utiliser les associations de certains antibiotiques pour refroidir un placard douloureux et suppuratif dans les formes sévères et faciliter ainsi l'exérèse voire l'éviter complètement en induisant une rémission prolongée.
Les traitements locaux sont peu utiles, les lésions étant profondes ; les rétinoïdes — isotrétinoïne, soriatane — et les anti-androgènes n’ont pas d’utilité en général. Un anesthésiant local peut momentanément apaiser des douleurs trop insupportables.
Les inhibiteurs du TNF-alpha (infliximab, étanercept, adalimumab) ont une efficacité certaine mais leur place est mal définie compte tenu de leurs effets secondaires.
Trois types de chirurgie sont utiles
1. incision en urgence d'un abcès pour soulager la douleur et évacuer le pus si le traitement médical n'a pas pu éviter sa survenue ; cette incision n’a pas d’effet à moyen terme
2. exérèse limitée d'une lésion suppurative récidivant régulièrement au même endroit permettant une rémission prolongée
3. exérèse large d'un placard douloureux suppuratif permettant la guérison de cette localisation. La mauvaise réputation de cette chirurgie large, accusée d'être mutilante, n'est pas justifiée lorsqu’elle est réalisée dans de bonnes conditions.

Fin 2022, UCB a publié les résultats des études de phase III BE HEARD et BE HEARD 2 qui ont montré que l'administration du bimékizumab permettait des réductions statistiquement significatives du nombre total d'abcès et de nodules inflammatoires.

### Recherche
Dans une étude de 2013 portant sur 12 personnes, une alimentation excluant la bière et les aliments contenant de la levure de bière ou du blé a permis une régression lente mais complète des lésions cutanées sur une période de 12 mois, avec un retour immédiat des lésions en cas d'ingestion de ces aliments,.

## Synonymes
Seuls les noms en gras sont les plus courants
- Acné apocrine
- Acné Inversa (AI)
- Apocrinitis
- Pyodermia fistulans sinifica
- Hidradenitis suppurativa
- Hidradénite suppurée[16]
- Hidrosadénite suppurée
- Maladie de tanière de renard
- Maladie de Velpeau
- Maladie de Verneuil
- Abcès tubéreux de l'aisselle de Velpeau[17]